# Élections régionales italiennes de 2001
Les élections régionales italiennes de 2001 se sont déroulées durant l'année 2001 et ont permis le renouvellement des conseils régionaux et de leurs présidents dans 2 régions.

## Résultats
| Région | Élection    | Président sortant | Parti | Parti | Coal. | Coal. | Président élu        | Parti | Parti | Coal. | Coal. |
| ------ | ----------- | ----------------- | ----- | ----- | ----- | ----- | -------------------- | ----- | ----- | ----- | ----- |
| Sicile | 24 juin     | Vincenzo Leanza   |       | FI    |       |       | Salvatore Cuffaro    |       | CDU   |       | CDX   |
| Molise | 11 novembre | Giovanni Di Stasi |       | DS    |       | CSX   | Angelo Michele Iorio |       | FI    |       | CDX   |